# Achelia communis
Achelia communis is een zeespin uit de familie Ammotheidae. De soort behoort tot het geslacht Achelia. Achelia communis werd in 1906 voor het eerst wetenschappelijk beschreven door Bouvier. 